# Yvette Andréyor
Yvette Andréyor (nhũ danh Yvette Louise Pauline Royé, 6 tháng 8 năm 1891 – 30 tháng 10 năm 1962) là một nữ diễn viên người Pháp nổi tiếng nhất trong kỷ nguyên phim câm với 108 bộ phim từ năm 1910 đến 1962.

## Tiểu sử
Yvette Louise Pauline Royé được sinh ra tại bệnh viện phụ sản Port Royal thuộc quận 14 của thành phố Paris, là con của ông Jean-Baptiste André Royé, một nghệ sĩ và bà Marie-Louise Carcel.
Năm lên 6, cô xuất hiện lần đầu trên sân khấu của nhà hát Théâtre de l'Odéon. Yvette tiếp tục được đào tạo nghệ thuật tại nhạc viện và giành được một giải thưởng vào năm 1913. Sau đó, bắt đầu trình diễn trong nhà hát Antoine và tại Bỉ.

## Sự nghiệp
Yvette Royé đổi tên thành Yvette Andréyor và ra mắt lần đầu trong năm 1910. Cô vào vai chính trong Le haleur (1911) cùng với Léonce Perret, cũng chính là đạo diễn và viết kịch bản, ngoài ra cô còn tham gia phim Le Bossu (1912). Vào tháng 12 năm 1914, Andréyor đã biểu diễn trên sân khấu Broadway trong vở kịch  The Union Eternal .
Đạo diễn nổi tiếng của thời kỳ phim câm là Louis Feuillade đã để mắt đến và chỉ đạo diễn xuất cho cô trong nhiều bộ phim ngắn cùng với Renée Carl, René Navarre, André Luguet, và Suzanne Grandais. Trong 10 năm tiếp theo, Andréyor trở thành một trong những nữ diễn viên yêu thích của Feuillade.
Vào cuối năm 1912, cô vào vai cô gái điếm đứng ven đường có tên Joséphine trong Fantômas năm 1913, một bộ phim nối tiếp trong mười hai tập với René Navarre là vai chính.
Năm 1916, vào vai góa phụ trẻ Jacqueline Aubry trong Judex (1916) có quan hệ với người anh hùng nổi tiếng do diễn viên René Cresté thủ vai. Năm sau, khi hoàn thành xong việc quay phim Judex, mối quan hệ hợp tác của cô với đạo diễn Louis Feuillade cũng kết thúc.
Andréyor sau đó hợp tác với các nhà làm phim khác như Gaston Ravel, Jacques de Baroncelli, Robert Péguy, và Germaine Dulac. Năm 1921, cô nhận vai Sava Toronthal trong  Mathias Sandorf , một bộ phim chuyển thể từ tiểu thuyết phiêu lưu của Jules Verne do Henri Fescourt đạo diễn.
Năm 1923, Yvette trở lại Odéon, nhà hát nơi cô bắt đầu sự nghiệp và cống hiến hết mình cho sân khấu trong 5 năm tiếp theo. Năm 1928, Andréyor trở lại màn hình, xuất hiện trong Two Timid Souls được đạo diễn bởi René Clair.
Vào những năm 1930, Andréyor chỉ xuất hiện trong các bộ phim ngắn và được giao các vai phụ dưới sự chỉ đạo của Alberto Cavalcanti và Robert Péguy. Sau Chiến tranh thế giới thứ hai, cô tham gia đóng phim cùng với Georges Marchal trong Torrents (1946) và Bourvil trong Not So Stupid (1946). Bộ phim cuối cùng trong sự nghiệp của Yvette là La Planque vào năm 1962.
Cô qua đời tại quận 16 của Paris vào ngày 30 tháng 10 năm 1962 và được chôn cất tại khu 33 của nghĩa trang Saint-Ouen.

## Hình ảnh

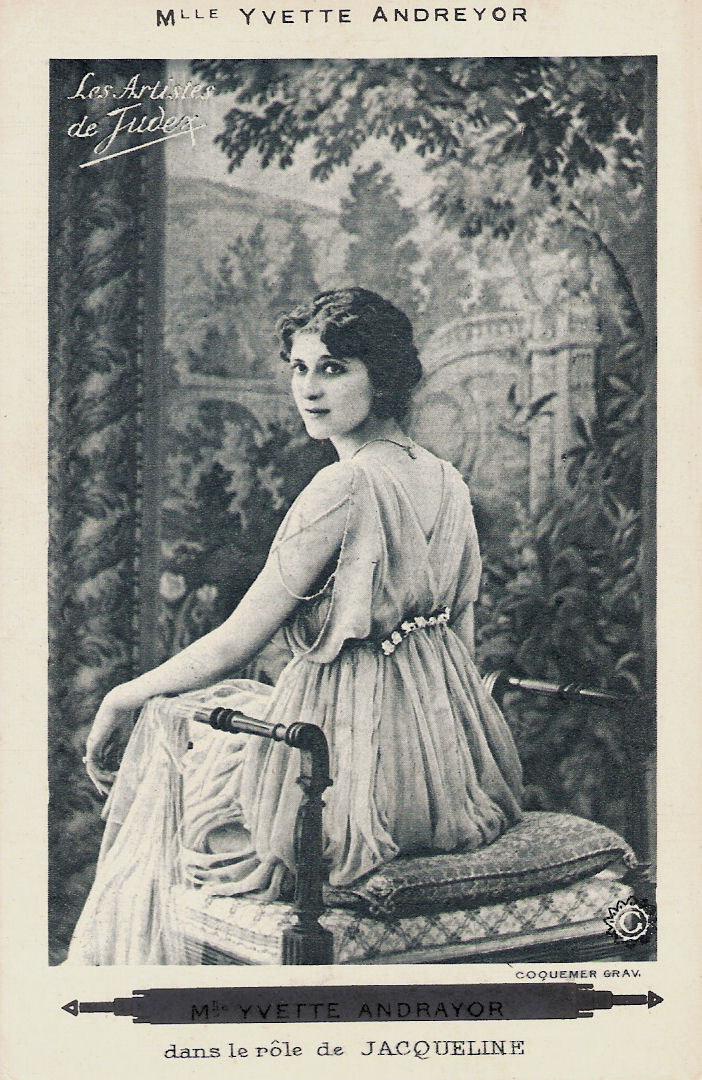
Yvette Andréyor vào vai nhân vật Jacqueline trong loạt phim Judex (1916).
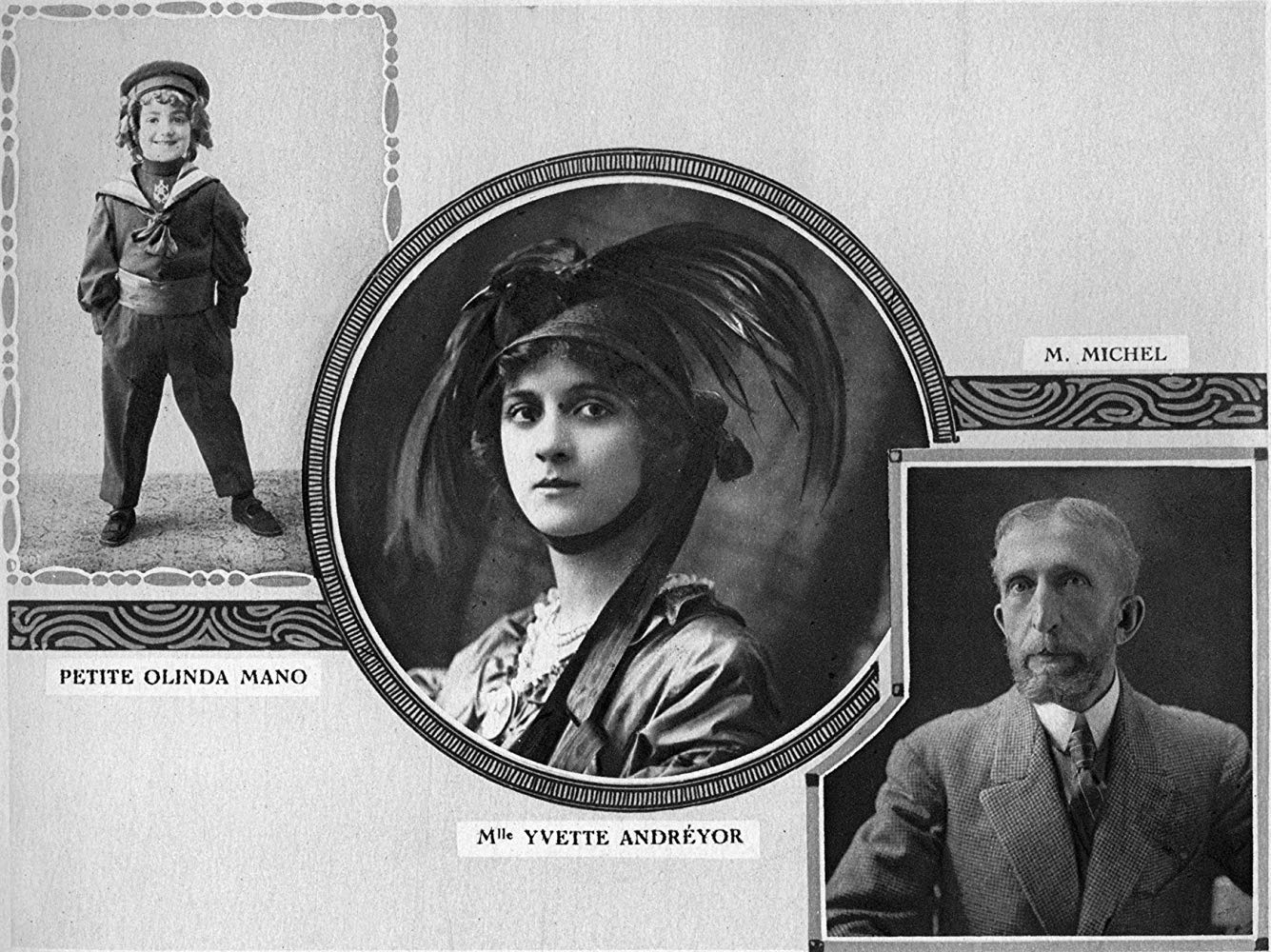
Yvette Andréyor, Olinda Mano và Gaston Michel trong The New Mission of Judex
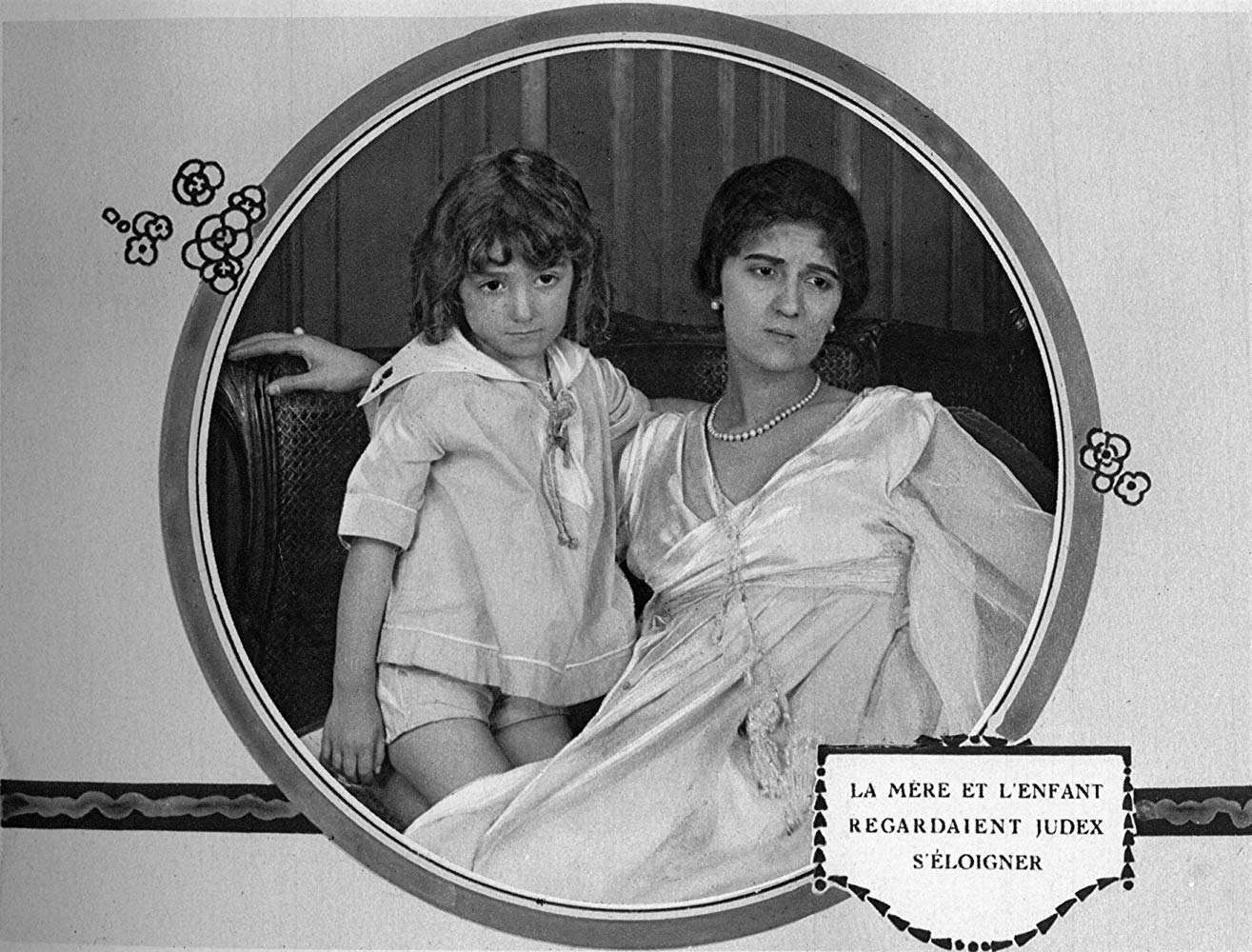
Yvette Andréyor và nữ diễn viên nhí Olinda Mano
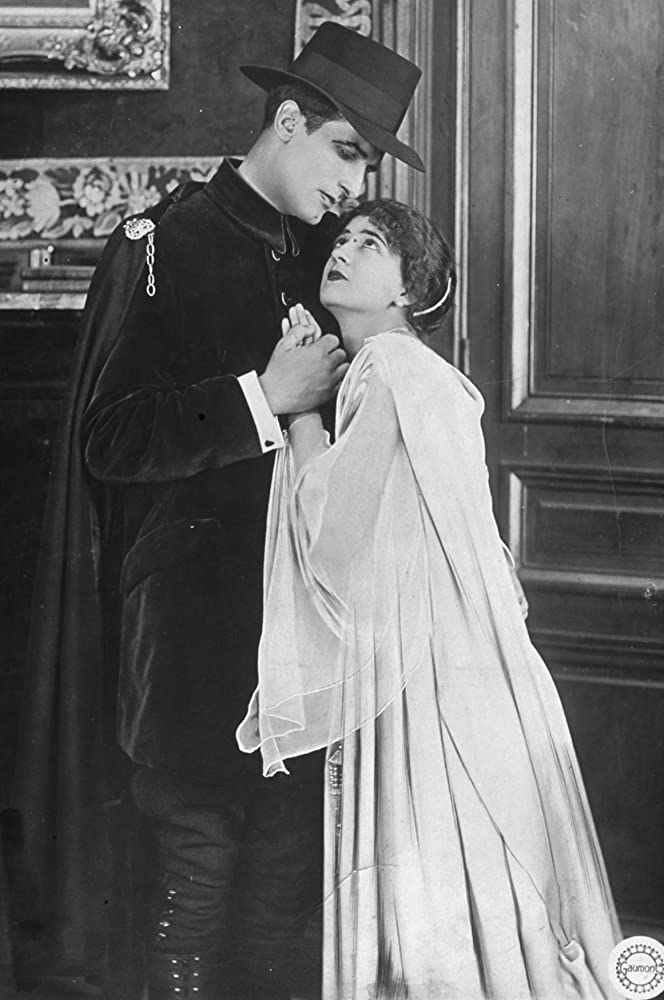
René Cresté và Yvette Andréyor trong The New Mission of Judex, phần 1 năm 1917
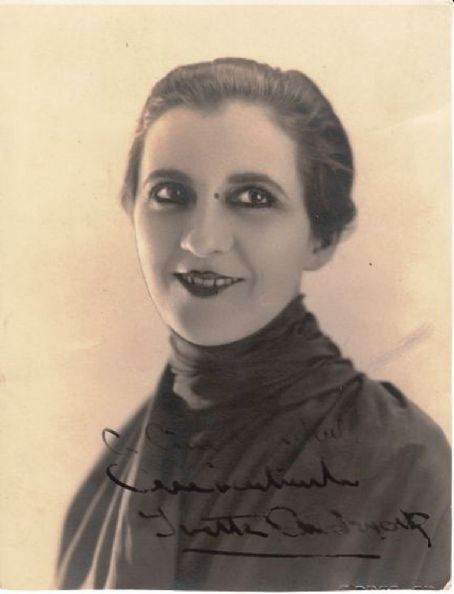
Ảnh chân dung Yvette Andréyor thập niên 1910

## Một số phim chọn lọc
- Fantômas (1913)
- Judex (1916)
- Heart of an Actress (1924)
- Two Timid Souls (1928)
- My Little Marquise (1937)
- The Fatted Calf (1939)
- A Friend Will Come Tonight (1946)
- Not So Stupid (1946)